# Superaarde

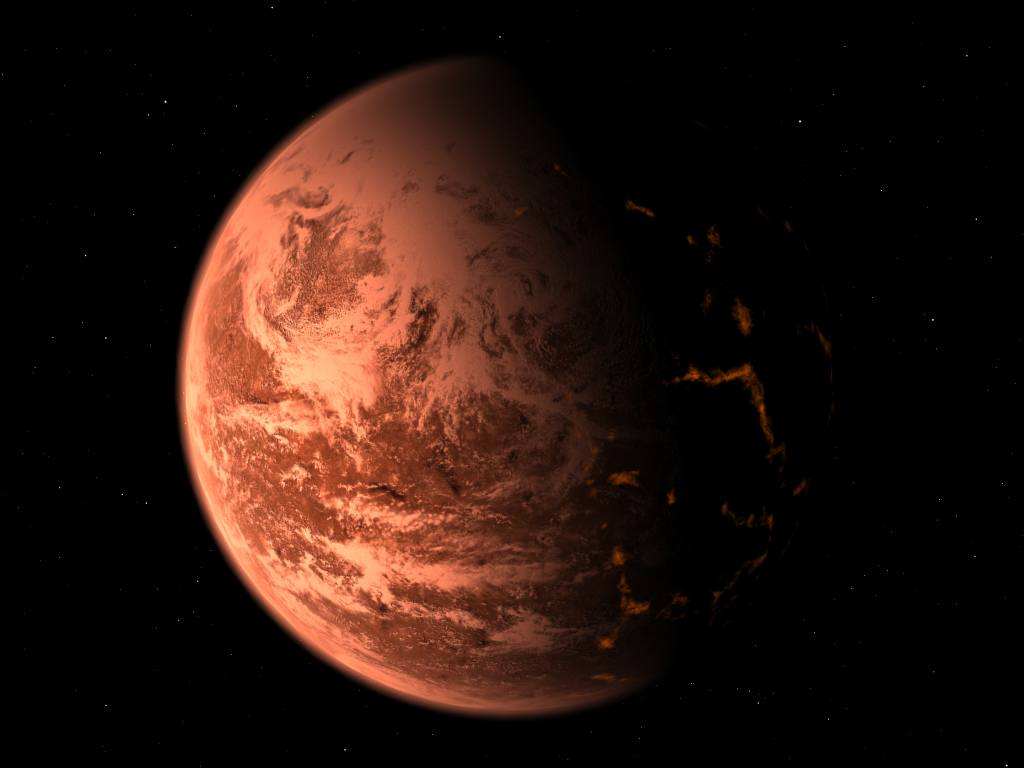
Tekening van Gliese 876 d

Een superaarde is een rotsachtige planeet met een massa groter dan die van de Aarde maar kleiner dan die van Uranus of Neptunus en met een vast oppervlak. De eerste dergelijke planeten werden in 2005 ontdekt.
In het zonnestelsel komen dergelijke planeten niet voor; er wordt echter van uitgegaan dat de gasreuzen ongeveer deze massa hadden toen ze als rotsachtige planeten ontstonden, en vervolgens door het aantrekken van gas verder gegroeid zijn. Dat de gevonden superaardes geen gasomhulsel hebben gekregen kan komen doordat ze in omgevingen zijn ontstaan waar weinig gas aanwezig was, of dat ze er langer over hebben gedaan om tot hun uiteindelijke grootte te groeien dan de planeten in het zonnestelsel, zodat het gas inmiddels voor een groot deel verdwenen was.
Mogelijk zou volgens sommige wetenschappers de exoplaneet K2-18b een atmosfeer hebben.
Er wordt verwacht dat de kunstmatige satellieten Corot en Kepler – specifiek ontworpen voor het zoeken naar exoplaneten – in staat zullen zijn om (veel) meer superaardes te vinden.
De eerst ontdekte superaarde was Gliese 876 d. De planeet bevindt zich 15 lichtjaar van de aarde, heeft een massa van 7,5 aardmassa en bevindt zich bij een rode dwerg. Zijn afstand tot de ster is zo klein (3 miljoen kilometer) dat hij er slechts iets minder dan 2 aardse dagen voor nodig heeft om een baan rond de ster te voltooien.
OGLE-2005-BLG-390Lb, de tweede ontdekte superaarde, bevindt zich veel verder van de aarde, 22.200 lichtjaar, en ook verder van de ster - 375 miljoen kilometer (dat is groter dan de afstand zon-Mars, maar kleiner dan zon-Jupiter). Ook deze bevindt zich bij een rode dwerg.
Gliese 581 d is de derde ontdekte superaarde. Deze draait om de rode dwerg Gliese 581. Hij heeft een massa van 7,7 keer die van de aarde. De planeet doet er 84 dagen over om rond zijn moederster te draaien. Dat doet hij op een afstand van 0,25 AE tot zijn moederster.
De vierde ontdekte superaarde is Gliese 581 c. Ook die draait om Gliese 581. Hij heeft een massa van 5 maal die van de aarde. Hij draait in 13 dagen om zijn moederster en herbergt mogelijk vloeibaar water. Als dat het geval is, is er misschien leven mogelijk.

## Recente vondsten
Er zijn 5 nieuwe superaardes ontdekt die eventueel leefbaar zijn. Ze bevinden zich in de buurt van een ster in een leefbare zone. NASA deed de ontdekking met de Kepler-satelliet.
De nieuwe ontdekkingen kregen de namen Kepler-62e, 62f en 69c. De planeten bevatten waarschijnlijk veel water en bevinden zich op de juiste afstand van hun zon om het mogelijk te maken dat haar water vloeibaar is, precies zoals op aarde. In het jargon van de NASA bevindt de planeet zich in de ‘bewoonbare zone’ van haar ster. De vijf planeten van het Kepler-62 systeem liggen dus in de baan van een ster geclassificeerd als een K2 dwerg. De ster is 2/3 kleiner dan de zon en onze zon is 5 keer zo helder. Met zeven miljard jaar is de ster iets ouder dan de zon. Ze ligt ongeveer 1.200 lichtjaar van de aarde in het sterrenbeeld Lier.
NASA citeerde: ‘Wetenschappers weten niet zeker of leven op deze planeten mogelijk is, maar we zijn vandaag een stap dichter bij het vinden van een wereld zoals de onze in het heelal.’ Volgens de NASA gaat het om een enorme ontdekking, die nu meer studie en onderzoek vergt.
Kepler 62f is 40 procent groter dan de aarde en is daarmee de planeet ‘in een bewoonbare zone’ die het meest op die van ons lijkt. De NASA vermoedt dat 62f vooral uit rotsen bestaat. De andere twee planeten zijn respectievelijk 60 en 70 procent groter dan de aarde.
Onlangs is er een nieuw type superaarde ontdekt, een zogenoemde "mega-aarde" (3 juni 2014). Kepler-10c heeft een massa 17 keer groter dan die van de aarde en ligt op een afstand van 560 lichtjaar. Het heeft een diameter van 29.000 kilometer. Dit hebben onderzoekers van de Harvard-universiteit bekendgemaakt op een bijeenkomst van de American Astronomical Society in Massachusetts. De naam is bedacht door hoofdonderzoeker Dimitar Sasselov. Volgens wetenschappers bestaan er waarschijnlijk meer rotsachtige planeten die te vergelijken zijn met de grootte van Kepler-10c.